# حلقه بزرگ
حلقهٔ بزرگ (انگلیسی: Big Ring) ساختاری در مقیاس بزرگ حلقه‌ای شکل است که توسط کهکشان‌ها و خوشه‌های کهکشانی با قطر ۱٫۳ میلیارد سال نوری تشکیل شده‌است. این ساختار در نزدیکی صورت فلکی گاوران دیده شده‌است. حلقهٔ بزرگ در سال ۲۰۲۴ توسط الکسیا لوپز، دانشجوی دکترا در دانشگاه مرکزی لانکاشر کشف شد. در سال ۲۰۲۱ نیز او کمان غول پیکر، ساختاری مشابه با حلقهٔ بزرگ را کشف کرده‌است. این حلقه با چشم غیر مسلح دیده نمی‌شود، اما اگر دیده می‌شد اندازهٔ تقریبی آن در حدود پانزده برابر اندازهٔ ماه می‌بود. دانشمندان باور دارند که بزرگی این ساختار به اندازه‌ای است که درک کنونی از پیدایش جهان امروزی را به چالش می‌کشد، هرچند که حلقهٔ بزرگ نخستین نقض احتمالی اصل کیهان‌شناسی نیست.
سازه‌های بزرگ مشابهی همچنین توسط کیهان‌شناسان دیگر کشف شده‌اند - مانند دیوار بزرگ اسلون، که طول آن حدود ۱٫۵ میلیارد سال نوری است، و دیوار قطب جنوب، که ۱٫۴ میلیارد سال نوری وسعت دارد.